# Cryptobatrachus boulengeri
Cryptobatrachus boulengeri es una especie de anfibio anuro de la familia Hemiphractidae.

## Distribución geográfica
Esta especie es endémica del departamento de Magdalena en Colombia. Habita entre los 1230 y 2700 m en la ladera norte de Sierra Nevada de Santa Marta.

## Descripción
El holotipo mide 34 mm.

## Etimología
Esta especie lleva el nombre en honor a George Albert Boulenger.

## Publicación original
- Ruthven, 1916 : A new genus and species of amphibian of the family Cystignathidae. Occasional papers of the Museum of Zoology University of Michigan, n.º 33, p. 1-6[5]